# Whoosh!
Albums de Deep Purple
Infinite
(2017) Turning to Crime
(2021)
Singles
1. Throw My Bones
Sortie : 20 mars 2020
2. Man Alive
Sortie : 30 avril 2020
3. Nothing At All
Sortie : 10 juillet 2020

Whoosh! est le vingt-et-unième album studio du groupe rock britannique Deep Purple, dont la sortie initialement prévue le 12 juin 2020 a été repoussée au 7 août 2020 en raison de la pandémie de Coronavirus. Comme leurs deux précédents albums, Now What?! et Infinite, il est produit par Bob Ezrin.
L'instrumental And the Address, réenregistré pour l'album, était la pièce d'ouverture du premier album du groupe Shades of Deep Purple paru en 1968. Ian Paice est le seul musicien qui figure sur les deux enregistrements.
Certains CD sont accompagnés d'un DVD qui comprend l'histoire de l'enregistrement de l'album et le concert de Deep Purple au Hellfest 2017.

## Titres
Toutes les chansons sont écrites par Ian Gillan, Roger Glover, Steve Morse, Don Airey, Ian Paice et Bob Ezrin, sauf And the Address par Ritchie Blackmore et Jon Lord.
| Whoosh! | Whoosh!                        | Whoosh! | Whoosh! | Whoosh! | Whoosh! | Whoosh! | Whoosh! | Whoosh! | Whoosh! |
| No      | Titre                          | Durée   |         |         |         |         |         |         |         |
| ------- | ------------------------------ | ------- | ------- | ------- | ------- | ------- | ------- | ------- | ------- |
| 1.      | Throw My Bones                 | 3:38    |         |         |         |         |         |         |         |
| 2.      | Drop the Weapon                | 4:23    |         |         |         |         |         |         |         |
| 3.      | We're All the Same in the Dark | 3:44    |         |         |         |         |         |         |         |
| 4.      | Nothing at All                 | 4:42    |         |         |         |         |         |         |         |
| 5.      | No Need to Shout               | 3:30    |         |         |         |         |         |         |         |
| 6.      | Step by Step                   | 3:34    |         |         |         |         |         |         |         |
| 7.      | What the What                  | 3:32    |         |         |         |         |         |         |         |
| 8.      | The Long Way Round             | 5:39    |         |         |         |         |         |         |         |
| 9.      | The Power of the Moon          | 4:08    |         |         |         |         |         |         |         |
| 10.     | Remission Possible             | 1:38    |         |         |         |         |         |         |         |
| 11.     | Man Alive                      | 5:35    |         |         |         |         |         |         |         |
| 12.     | And the Address                | 3:35    |         |         |         |         |         |         |         |
| 13.     | Dancing in My Sleep            | 3:51    |         |         |         |         |         |         |         |
| 51:29   |                                |         |         |         |         |         |         |         |         |

| 1.  | Time For Bedlam       |  |
| 2.  | Fireball              |  |
| 3.  | Bloodsucker           |  |
| 4.  | Strange Kind Of Woman |  |
| 5.  | Uncommon Man          |  |
| 6.  | The Surprising        |  |
| 7.  | Lazy                  |  |
| 8.  | Birds Of Prey         |  |
| 9.  | Hell To Pay           |  |
| 10. | Keyboard Solo         |  |
| 11. | Perfect Strangers     |  |
| 12. | Space Truckin'        |  |
| 13. | Smoke On The Water    |  |
| 14. | Peter Gunn / Hush     |  |
| 15. | Black Night           |  |